# Фестивал
Фестивал (лат. festivus) је низ свечаних приредби које се у одређено време одржавају по унапред одређеном програму. Фестивали се углавном увек завршавају доделом награда. Познати фестивали су: фестивал пива у Минхену — Октоберфест, филмски фестивал у Кану, Евровизија и други. Фестивал представља типичне случајеве глокализације, као и међусобне везе високе културе и ниске културе.
Празници често служе за испуњавање специфичних заједничких сврха, посебно у погледу комеморације или захвалности боговима, богињама или свецима: они се називају заштитнички фестивали. Они такође могу да обезбеде забаву, што је било посебно важно за локалне заједнице пре појаве забаве масовне производње. Фестивали који се фокусирају на културне или етничке теме такође настоје да информишу чланове заједнице о њиховим традицијама; учешће старијих који деле приче и искуства пружа средство за јединство међу породицама. Полазници фестивала често су мотивисани жељом за бекством, социјализацијом и другарством; пракса је виђена као средство за стварање географске повезаности, припадности и прилагодљивости.

## Етимологија
Реч „фестивал“ је првобитно коришћена као придев из касног четрнаестог века, пореклом из латинског преко старофранцуског. На средњеенглеском, „festival dai“ је био верски празник. Прва забележена употреба као именица је из 1589. године (као „Festifall“). Гозба је први пут ушла у употребу као именица око 1200. године, а прва забележена употреба као глагол била је око 1300. године.
Реч gala потиче од арапске речи khil'a, што значи одећа части. Реч гала је првобитно коришћена за описивање „празничне хаљине“, али је постала синоним за „фестивал“ почевши од 18. века.

## Историја
Фестивали су дуго били значајни у људској култури и налазе се у готово свим културама. Значај фестивала, за садашњост, налази се у приватном и јавном, световном и верском животу. Древна грчка и римска друштва су се у великој мери ослањала на празнике, како заједничке тако и административне. Сатурналије су вероватно биле утицајне на Божић и карневал. Прослављање друштвених прилика, религије и природе било је уобичајено. Специфични фестивали имају историју дугу вековима и фестивали су се уопштено развили током последњих неколико векова – неки традиционални фестивали у Гани, на пример, претходили су европској колонизацији из 15. века. Фестивали су напредовали након Другог светског рата. Оба основана 1947. године, Авињонски фестивал и Единбуршки фестивал Фринџ су били запажени у обликовању модерног модела фестивала. Уметнички фестивали су постали истакнутији на прелазу у 21. век. У модерно доба, фестивали су комерцијализовани као глобална туристичка перспектива иако су обично јавни или непрофитни.

## Типови фестивала
Обим фестивала варира; по локацији и посећености, могу се кретати од локалног до националног нивоа. Музички фестивали, на пример, често окупљају различите групе људи, тако да су и локализоване и глобалне. „Велика већина“ фестивала је, међутим, локална, скромна и популистичка. Обиље фестивала значајно отежава квантификовање њиховог укупног броја. Постоје значајне варијације међу фестивалима, изван бинарних дихотомија светог и секуларног, руралног и урбаног, људи и естаблишмента.

### Верски фестивали
Међу многим религијама, гозба је скуп прослава у част Бога или богова. Гозба и фестивал су историјски заменљиви. Већина религија има фестивале који се понављају сваке године, а неки, као што су Пасха, Ускрс и Курбан-бајрам, су покретни празници - то јест, они који су одређени или лунарним или пољопривредним циклусима или календаром који се користио у то време. Сед фестивал, на пример, славио је тридесету годину владавине египатског фараона, а затим сваке три (или четири у једном случају) године након тога. Међу Ашантима, већина њихових традиционалних фестивала повезана је са сајтовима за које се верује да су свети са неколико богатих биолошких ресурса у својим нетакнутим облицима. Дакле, годишње обележавање фестивала помаже у одржавању пловности очуваног природног локалитета, помажући у очувању биодиверзитета.
У хришћанском литургијском календару постоје два главна празника, тачно познати као празник Рођења Господњег (Божић) и празник Васкрсења (Ускрс), али мањи празници у част локалних светих заштитника славе се у готово свим земљama под утицајем хришћанства. У католичком, православном и англиканском литургијском календару постоји велики број мањих празника током целе године који обележавају свеце, свете догађаје или доктрине. На Филипинима, сваки дан у години има најмање један посебан верски фестивал, било католичког, исламског или аутохтоног порекла.
Будистички верски фестивали, као што је Есала Перахера, одржавају се у Шри Ланки и Тајланду. Хиндуистички фестивали, као што је Холи, су веома стари. Заједница Сика слави Вајсаки фестивал који обележава нову годину и рођење Калсе.
- Чишћење у припреми за Пасху (око 1320)
- Богинња Рада слави Холи, Кангра, Индија (око 1788)
- Божићна миса у цркви Рођења Христовог, у Витлејему, Палестина (1979)
- Маварски и хришћански фестивал у Вилени, Шпанија
- Декорација бога Кришне на Кришнастами у Индији.